# Gestación (película)
Gestación es un drama del director Esteban Ramírez. Filmada y producida enteramente en Costa Rica en 2009. 

## Sinopsis
La película está inspirada en una historia real, sobre una chica llamada Jessie.
Jessie es una joven inteligente de un barrio y familia humilde que estudia becada en un colegio tradicional católico. Teo es un adolescente inmaduro, hijo único, que proviene de una familia de clase media alta. Ambos se enamoran después de un encuentro algo particular, pero la llegada de un bebé pondrá a prueba su amor...
El Soundtrack de la película esta realizado por el Cantautor Costarricense y músico de gran trancendecia : Bernal Villegas

## Reparto
- Adriana Álvarez como Jessie.
- Edgar Román como Teo.
- Natalia Arias como Alba.
- Abelardo Vladich como Bryan.
- María Bonilla como Sor María.
- Juan Luis Araya como Pichi.
- Marla Bermúdez como Patricia.
- Xinia Rojas como Maribel.
- María Silva como Cristina.
- Teresa Camacho como Abuela.